# Marco Zorec
Marco Zorec (* 12. September 1990 in Villach) ist ein österreichischer Eishockeyverteidiger, der seit 2012 für den EHC Lustenau in der neu gegründeten Inter-National-League spielt.

## Karriere
Marco Zorec spielte von Beginn an in Villach, wo er sich bis in die erste Mannschaft des EC VSV durcharbeiten konnte.
In der 14. Runde der Saison 2009/10 erzielte Zorec sein erstes EBEL-Tor im Auswärtsspiel gegen die EC Graz 99ers. In der gleichen Saison nahm er mit dem österreichischen Nationalteam an der U20-Junioren-Weltmeisterschaft 2010 teil. Zorec konnte sein Potential während des gesamten Turniers nie wirklich abrufen und fiel nur durch häufige Strafzeiten auf. Mit 43 Strafminuten in sechs Spielen belegte er schlussendlich den ersten Platz in dieser Statistik.
Insgesamt brachte er es auf 65 Einsätze in der höchsten Spielklasse, wobei ihm ein Tor gelang. Mit der U20-Mannschaft des VSV konnte Zorec zwei Meistertitel gewinnen. Zur Saison 2011/12 wechselt er zur VEU Feldkirch in die Nationalliga, aktuell steht er beim EHC Lustenau unter Vertrag.

## Erfolge und Auszeichnungen
- 2007 Österreichischer Jugendmeister
- 2008 Österreichischer Jugendmeister
- 2015 Meister der INL mit dem EHC Lustenau

## EBEL-Statistik
(Stand: Ende der Saison 2010/11)